# Mattia Cattaneo
Mattia Cattaneo (* 25. října 1990) je italský profesionální silniční cyklista jezdící za UCI WorldTeam Soudal–Quick-Step.

## Kariéra
Jako amatér se v roce 2011 Cattaneo stal vítězem Girobia za tým U.C. Trevigiani–Dynamon–Bottoli. V roce 2013 se stal profesionálem s UCI WorldTeamem Lampre–Merida. V srpnu 2015 byl jmenován na startovní listině Vuelty a España 2015. V červnu 2021 byl Cattaneo jmenován na startovní listině Tour de France 2021. Závod dokončil na 12. místě, čímž se stal nejvýše položeným italským závodníkem v celkovém pořadí a připsal si nejlepší kariérní výsledek na Grand Tours.

## Hlavní výsledky
2009
vítěz GP di Poggiana
2010
9. místo Coppa della Pace
2011
Girobio
 celkový vítěz
vítěz Gran Premio Capodarco
vítěz GP di Poggiana
Giro Ciclistico Pesche Nettarine di Romagna
vítěz prologu a 3. etapy
Tour de l'Avenir
3. místo celkově
Giro della Valle d'Aosta
5. místo celkově
2012
vítěz Ruota d'Oro
2. místo Trofeo Franco Balestra
Tour de l'Avenir
3. místo celkově
10. místo Trofeo PIVA
2017
Tour de La Provence
2. místo celkově
vítěz 3. etapy
2. místo Classic Sud-Ardèche
Tour de l'Ain
4. místo celkově
Národní šampionát
5. místo časovka
6. místo Giro dell'Appennino
Kolem Slovinska
7. místo celkově
9. místo Trofeo Laigueglia
2018
4. místo Milán–Turín
Národní šampionát
5. místo časovka
6. místo Giro della Toscana
2019
vítěz Giro dell'Appennino
2. místo GP Industria & Artigianato di Larciano
Tour of the Alps
4. místo celkově
2021
Tour de Luxembourg
3. místo celkově
vítěz 4. etapy (ITT)
Národní šampionát
3. místo časovka
UAE Tour
8. místo celkově
Tour de Suisse
9. místo celkově

### Výsledky na etapových závodech
| Výsledky na Grand Tours        |                   |                   |                   |                   |                   |                   |      |      |      |      |
| Grand Tour                     | 2013              | 2014              | 2015              | 2016              | 2017              | 2018              | 2019 | 2020 | 2021 | 2022 |
| Giro d'Italia                  | DNF               | 64                | —                 | —                 | —                 | 33                | 28   | —    | —    | —    |
| Tour de France                 | —                 | —                 | —                 | —                 | —                 | —                 | —    | —    | 12   | 96   |
| Vuelta a España                | —                 | —                 | DNF               | 102               | —                 | —                 | —    | 17   | —    |      |
| Výsledky na etapových závodech |                   |                   |                   |                   |                   |                   |      |      |      |      |
| Závod                          | 2013              | 2014              | 2015              | 2016              | 2017              | 2018              | 2019 | 2020 | 2021 | 2022 |
| UAE Tour                       | Závod neexistoval | Závod neexistoval | Závod neexistoval | Závod neexistoval | Závod neexistoval | Závod neexistoval | —    | 45   | 8    | —    |
| Paříž–Nice                     | 84                | 83                | —                 | —                 | —                 | —                 | —    | —    | 32   | —    |
| Tirreno–Adriatico              | —                 | —                 | —                 | 154               | 23                | —                 | —    | —    | —    | —    |
| Volta a Catalunya              | —                 | DNF               | 116               | —                 | —                 | —                 | —    | NS   | —    | —    |
| Kolem Baskicka                 | —                 | —                 | —                 | —                 | —                 | —                 | —    | NS   | DNF  | —    |
| Tour de Romandie               | —                 | —                 | —                 | —                 | —                 | —                 | —    | NS   | 12   | 91   |
| Critérium du Dauphiné          | —                 | —                 | —                 | 129               | —                 | —                 | —    | —    | —    | 34   |
| Tour de Suisse                 | —                 | DNF               | —                 | —                 | —                 | —                 | —    | NS   | 9    | —    |

| —   | Nezúčastnil se |
| DNF | Nedokončil     |